# Happy with What You Have to Be Happy with
Happy with What You Have to Be Happy with – minialbum grupy King Crimson, wydany w 2002 roku. Zapowiadał album The Power to Believe.

## Album

### Historia
Wiosną i latem 2002 roku King Crimson nagrał w Nashville minialbum Happy with What You Have to Be Happy with, wydany w październiku tego samego roku oraz album The Power to Believe wydany w  lutym następnego roku. Jak stwierdził w wywiadzie dla Teraz Rock Adrian Belew: „Mieliśmy bardzo silne uczycie, że powinniśmy podczas tej sesji wymyślić King Crimson niejako na nowo”. Muzyk miał na myśli uszczuplenie składu oraz decyzję, aby zwrócić się ku przeszłości, ku ciężkiemu, heavy rockowemu graniu. Tym tłumaczył obecność ciężkich, gitarowych riffów na minialbumie. W ostatnim utworze znalazła się, jako utwór ukryty, wiązanka studyjnych fragmentów i rozmów.

### Lista utworów
Zestawienie według Discogs:
| 1.  | Bude                                      | 0:26  |
|     |                                           |       |
| 2.  | Happy with What You Have to Be Happy with | 4:12  |
|     |                                           |       |
| 3.  | Mie gakure                                | 2:00  |
|     |                                           |       |
| 4.  | She Shudders                              | 0:35  |
|     |                                           |       |
| 5.  | Eyes Wide Open (akustyczny)               | 4:08  |
|     |                                           |       |
| 6.  | Shoganai                                  | 2:53  |
|     |                                           |       |
| 7.  | I Ran                                     | 0:40  |
|     |                                           |       |
| 8.  | Potato Pie                                | 5:03  |
|     |                                           |       |
| 9.  | Lark's Tongues in Aspic (part IV)         | 10:26 |
|     |                                           |       |
| 10. | Clouds                                    | 4:10  |
|     |                                           |       |
|     |                                           | 34:33 |
|     |                                           |       |

### Muzycy
Muzycy:
- Adrian Belew – gitara, śpiew
- Robert Fripp – gitara
- Trey Gunn – gitara Warr, bass
- Pat Mastelotto – perkusja

### Pozostałe informacje
Personel techniczny
- P.J. Crook – obraz na okładce
- Bill Munyon, P@ – zdjęcia
- Hugh O'Donnell – design
- Ken Latchney – inżynier dźwięku, miksowanie

## Odbiór

### Opinie krytyków
| Oceny łączne                      | Oceny łączne |
| Publikacja                        | Ocena        |
| --------------------------------- | ------------ |
| Album of the Year                 | 66/100       |
| Recenzje                          |              |
| Publikacja                        | Ocena        |
| AllMusic                          | [ 8 ]        |
| ArtRock.pl                        | 7/10         |
| NOW Magazine                      | [ a ] [ 10 ] |
| Pitchfork                         | 3.9/10       |
| Prog Archives                     | 3.42/5.0     |
| Rate Your Music                   | 3.27/5       |
| Sputnikmusic                      | 4.5/5.0      |
| The New Rolling Stone Album Guide | [ 12 ]       |
| Teraz Rock                        | [ 5 ]        |

Lindsay Planer z magazynu AllMusic zwrócił w swojej recenzji uwagę na wokalne popisy Adriana Belewa dając jako przykład utwór Eyes Wide Open, „będący bez wątpienia jednym z najbardziej przejmujących lirycznie i wyrafinowanych muzycznie utworów w repertuarze King Crimson, zajmującym należne mu miejsce obok takich utworów jak One Time czy Frame by Frame. Według niego wokal Belewa „unosi się eterycznie nad ospałą, natchnioną instrumentacją”. Jako drugi przykład podał Potato Pie nazywając go „nastrojowym i mrocznym bluesem zawierającym kanciaste struktury akordów, a także symbiotyczne ornamenty Frippa i Belewa”. Zwrócił również uwagę na koncertową wersję Larks’ Tongues in Aspic Part IV.
Na wkład Adriana Belewa zwrócił uwagę w swojej recenzji również autor EB z NOW Magazine, dając jako przykład utwór tytułowy oraz Eyes Wide Open, bluesowy Potato Pie i koncertowy Larks' Tongues In Aspic Part IV stwierdzając na zakończenie iż „ta płyta jest raczej aktywnym niż biernym odsłuchem”.
„Ten minialbum robi bardzo sympatyczne wrażenie” – ocenia Jordan Babula z miesięcznika Teraz Rock dając jako przykład utwór tytułowy, będący „kawałkiem naprawdę kapitalnego grania z rozbrajającą rytmiką i (...) ironicznym tekstem”. Zwrócił następnie uwagę na utwór Potato Pie, nazywając go „żartobliwą próbką Karmazynowego bluesa”, koncertową wersję Larks’ Tongues in Aspic Part IV oraz miniatury wokalne Bude i I Ran, stwierdzając w podsumowaniu: „wszystko to tworzy urozmaiconą i (...) bardzo miłą w słuchaniu całość”.
„Jak dla mnie jest to swojego rodzaju żart muzyczny, ale naprawdę doskonale zrealizowany” – przekonuje Anorak z ArtRock.pl.
Negatywnie natomiast ocenił minialbum Dominique Leone z magazynu Pitchfork dając mu 3.9 punktu z 10. Według niego Happy with What You Have to Be Happy With jest kulminacją stagnacji zespołu z ostatnich kilku lat – „na tym zestawie prawie w każdym momencie pojawia się niezbyt cienka warstwa rozkładu”. Złego wrażenia nie są w stanie zatrzeć – jego zdaniem – nawet dwie dobre piosenki: Mie Gakure i Eyes Wide Open. „Niestety, są to krople w coraz bardziej pustym wiadrze” – konstatuje autor.